# The Antidote (álbum de Morcheeba)
The Antidote es el noveno álbum del grupo de fundamentalmente trip hop Morcheeba. Lanzado en septiembre de 2005, puede representar quizá un punto de inflexión en la historia de la banda, pues es el primer álbum en que no participó la vocalista, Skye Edwards, que fue sustituida por Daisy Martey en ese mismo año. Aunque no era un cambio de voz ni de estilo radical, la intérprete y el grupo en general recibió muchas críticas tras el cambio. Sí, mayormente, signifique un punto de ruptura en su estilo e historia con Edwards pues para el siguiente disco, Dive Deep (2008), la banda anunciaba un cambio de rumbo más dirigido al folk y blues, más íntimo, alejándose de sus raíces más alternativas, trip o incluso chill como en Big Calm.

## Lista de temas
Lista de temas del álbum The Antidote y su duración según Last.fm.
1. Wonders Never Cease		4:12
2. Ten Men			4:13
3. Everybody Loves a Loser	4:33
4. Like A Military Coup		3:16
5. Living Hell			5:50
6. People Carrier		4:20
7. Lighten Up			4:14
8. Daylight Robbery		2:47
9. Antidote			6:18
10. God Bless and Goodbye		4:23